# Полиевкт (патриарх Константинопольский)
Патриа́рх Полие́вкт (греч. Πατριάρχης Πολύευκτος; умер 5 февраля 970, Константинополь, Византия) — Патриарх Константинопольский с 3 апреля 956 по 5 февраля 970 года.

## Жизнеописание
Полиевкт был простым монахом до 956 года, когда после гибели Феофилакта Лакапина он был объявлен Патриархом. За его усердия в служении Богу, великий ум, всяческие познания и непревзойденную добродетель, веру и силу ораторского искусства был прозван «вторым Златоустом».

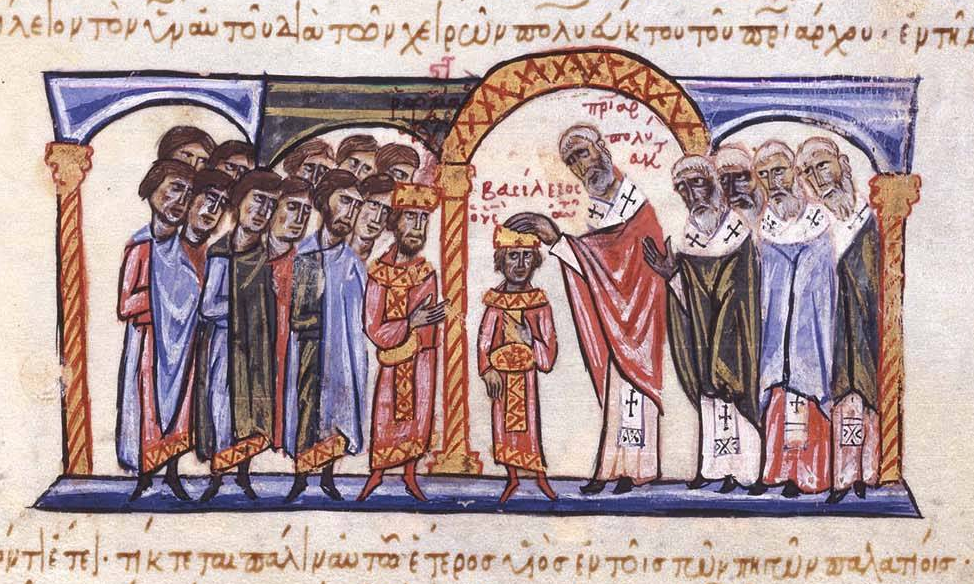
Коронация Василия II в качестве соимператора своего отца, Романа II, Патриархом Полиевктом, 22 апреля 960

Хотя Полиевкт и был возведен на патриарший престол Константином VII Багрянородным, он не проявлял большой лояльности к нему, и начал подвергать сомнению законность брака родителей Константина. Вслед за смертью василевса Романа II власть перешла по решению патриарха Полиевкта и синклита к его малолетним сыновьям Василию и Константину, которые находились ещё на попечении кормилиц, и к их матери Феофано.
16 августа 963 года патриарх Полиевкт увенчал царской диадемой Никифора II Фоку.
Патриарх Полиевкт за постоянное вмешательство в мирские дела враждовал уже с императором Константином VII Багрянородным. Так же случилось и с Никифором II Фокой. В 964 году Никифор издал «томос», в котором синоду давался запрет: «… не принимать каких бы то ни было постановлений по делам церкви без санкции императора…». При этом императоре без его согласия нельзя было избирать епископов. Кроме того, после смерти епископа имперские чиновники ревизовали доходы и расходы епархии и конфисковывали всё, что им казалось излишками.
25 декабря 969 года патриарх Полиевкт увенчал царской диадемой Иоанна I Цимисхия.
Полиевк объявил, что не дозволит Иоанну Цимисхию войти в святой храм, пока тот не изгонит из дворца августу Феофано и не назовёт убийцу императора Никифора II Фоки, кем бы таковой ни оказался. Иоанн Цимисхий принял условия: он удалил августу из дворца и сослал её на остров, называемый Прота, вернул синоду «томос» Никифора II Фоки и указал на Льва Валанта, утверждая, что он один и никто другой собственноручно умертвил императора. Только тогда Полиевкт допустил Иоанна Цимисхия в святой храм и венчал его, после чего тот вернулся в царские палаты.
23 января 970 года патриарх Полиевкт помазал Феодора II патриархом Антиохии.
Полиевкт прожил лишь несколько дней после рукоположения Феодора II. Он ушёл из жизни, оставив церкви, как памятник, образ добродетели, божественной к человеческой мудрости и знаний, к которым он был весьма привержен. Полиевкт управлял патриаршеством около тринадцати лет.